# Distrito de San Bartolomé
El Distrito de San Bartolomé es uno de los 32 distritos de la Provincia de Huarochirí en el Departamento de Lima, bajo la administración del Gobierno Regional de Lima-Provincias, Perú.

## Historia
El distrito fue creado mediante Ley n.º 12001 del 9 de noviembre de 1953, en el gobierno del Presidente Manuel A. Odría.

## Geografía
Abarca una superficie de 43,91 km² y tiene una población aproximada de 2 300 habitantes.
El distrito de San Bartolomé está a una altitud de 1600 m s. n. m. aproximadamente, en el margen izquierdo del valle del río Rímac, a la altura del km 56 de la Carretera Central, en la desembocadura de la quebrada río Seco. El distrito tienes tres anexos: Arampampa,  Tornamesa y Chaute.
Si va con movilidad propia, seguir la Carretera Central hasta el kilómetro 56, luego tomar el desvío a la derecha, a la altura del poblado denominado cocachacra.

## Autoridades

### Municipales
- 2015 - 2018[1]
  - Alcalde: Clementina Cilda Marcelo Vilcayauri, Movimiento regional Unidad Cívica Lima (UCL).
  - Regidores: Luciani Rubén Ramírez López (UCL), Evelyn Amelia Sánchez García (UCL), Zenón Francisco Guevara Rupay (UCL), Claudia Maura Pomacaja Pérez (Alianza para el Progreso), Silda Eudilia Medina Pomacaja de Belleza (Acción Popular).
- 2011 - 2014[2]
  - Alcalde:  José Alejandro Saldías Osorio, del Movimiento Concertación para el Desarrollo Regional (CDR).[3]
  - Regidores: Ulises Agapito Ramírez Cortabrazo (CDR), Glicerio Benedicto Gallardo Gavino (CDR), Raisa Camila Zegarra Peña (CDR), Jorge Antonio Torres Bardales (CDR), Zenón Nativo Saldías Aguilar (Acción Popular).
- 2007 - 2010[4]
  - Alcalde: Eufemio Hernán Baldomero Mendoza, Partido Acción Popular.
- 2003 - 2006
  - Alcalde: José Alejandro Saldías Osorio, Movimiento independiente Revelación Huarochirana.
- 1999 - 2002
  - Alcalde: Eufemio Hernán Baldomero Mendoza, Partido Acción Popular.
- 1996 - 1998
  - Alcalde: Dasio Dávila Saldías, Lista independiente N.º 5 Reconstrucción Huarochirana.
- 1993 - 1995
  - Alcalde: Rodrigo Enrique Chávez Vivas, Partido Acción Popular.
- 1990 - 1992
  - Alcalde: Ynocencio Cortabrazo Aguilar, Partido Acción Popular.
- 1987 - 1989
  - Alcalde: Raúl Flores Ramírez, Partido Aprista Peruano.
- 1984 - 1986
  - Alcalde: Rodrigo Enrique Chávez Vivas, Partido Acción Popular.
- 1981 - 1983
  - Alcalde: Magno Miñano Burgos, Partido Acción Popular.

### Policiales
- Comisaría de San Bartolomé
  - Comisario: Mayor PNP.[5]

### Religiosas
- Diócesis de Chosica[6]
  - Obispo: Mons. Norbert Klemens Strotmann Hoppe M.S.C.
- Parroquia San Juan Bautista  - Capilla San Bartolomé[7]
  - Párroco: Pbro. Oscar Yangali García.

## Educación

### Instituciones educativas
- I.E.N°20581 "San Bartolomé"
- Inicial N°367 "San Bartolome"

## Atractivos turísticos
En San Bartolomé puedes visitar la iglesia matriz de arquitectura virreinal que corresponde al siglo XVIII ubicada en la plaza Santa Rosa de San Bartolomé, de una sola nave rectangular, muchas alhajas que se guardan en el interior de este recinto datan del año 1750 Está construida a base de adobes y barro con techo de calaminas a doble agua Posee un púlpito en su interior y una tumba debajo de este. Posee dos pequeñas torres gemelas, una a cada lado con una campana cada una de ellas. Fue construida en homenaje a San Bartolomé (patrón del pueblo) a finales del siglo XVIII por los españoles durante la época del Virreinato. 
El bosque de Zárate es un bosque de árboles perennifolios con diferentes zonas, marcadas principalmente por el tipo de vegetación arbórea que se puede encontrar. Ubicado en la fachada occidental de los andes en la cuenca del río Seco, tributaria del río Rímac. Gateros es la parte más representativa del Bosque (2800 a 3100m altitud). Los predios del Bosque pertenecen mayormente a la Comunidad Campesina de San Bartolomé, aunque existen otras pequeñas áreas muy devastadas en las Comunidades vecinas de Surco y Tupicocha. El Bosque de Zárate fue visitado por María y Hans Koepcke (1954-1958), Ramón Ferreira (1978), Irma Francke, N. Valencia, A. Cano, y B. León entre otros pertenecientes al Museo de Historia Natural Javier Prado de la Universidad Nacional Mayor de San Marcos. La mayor parte de los estudios y hallazgos científicos en la flora y fauna fueron publicados por el Boletín de Lima y el Boletín de la Colonia Suiza en el Perú (Ferreyra, 1978). Posee un clima frío y lluvioso durante el verano y esta es la época propicia de visita por el verdor característico de los arbustos y hierbas que crecen durante estos meses del año sobre toda sus superficie. El ingreso al bosque y su vía de caminos es únicamente por senderos que se forman por la caminata de personas a lo largo del Bosque de zarate. Este Bosque posee especies endémicas en fauna como los son: Zaratornis stresemanni, Poospiza rubecula, Leptasthenura pileata, Asthenes pudibunda y Atlapetes nationi. Y diversas especies vegetales que son usados como saborizantes de alimentos, y para medicina tradicional.

## Festividades
- Enero 08:   Bajada de Reyes
- Febrero:  festival de la tuna
- Agosto: San Bartolomé